# Wim Povel
Willem Emile Maria (Wim) Povel (Amsterdam, 25 augustus 1910 – Haarlem, 8 juni 2001) was een Nederlands cineast en schrijver. Hij was de zoon van Alexander Povel, een van de eigenaren van de Winkel van Sinkel, die tevens medeoprichter was van de "Witte" Bioscopen in de jaren 10 tot 30, onder meer in Amsterdam. ("Witte" - later "Capitol" en daarna "Cineac" - Damrak 64, van 1911 tot 1983). Ook was hij de broer van hoorspelregisseur Léon Povel. Zijn zoon is jazz-saxofonist Ferdinand Povel.
Wim Povel dankte zijn bekendheid vooral aan zijn markante stem. Hij begon zijn carrière in 1945 bij het cabaret van Chiel de Boer. In 1947 werd hij redacteur bij het bioscoopjournaal. Hij verving regelmatig Philip Bloemendal bij het Polygoon-bioscoopjournaal. Later regisseerde hij onder meer voorlichtingsfilms en documentaires voor de omroep Nederlandse Omroep Stichting (NOS) en promotiefilms voor de Stichting Socutera en de Katholieke Volkspartij (KVP). Povel sprak alles samen ruim 1.500 films in. 
Ook regisseerde hij de eerste Nederlandse nasynchronisatie van bioscoopfilms als Walt Disneys Lady en de Vagebond (1955), Doornroosje (1959) waarvoor hij tevens de stem van verteller insprak en Pippi Langkous (1969-1971) en andere tv-series. Hij schreef bovendien hoorspelen en acteerde af en toe.
Daarnaast schreef hij ook scenario's voor televisie. Van zijn hand zijn bijvoorbeeld Dynastie der kleine luyden (1974-1975), Oorlogswinter (1976) en Kruis of munt (1980-1981). Povel schreef tevens romans en verhalenbundels zoals De koetsier van Assepoester (1980) Het leugenbeest (1982) en Het felle leven van Jacoba van Beieren (1991).
Hij stierf in 2001 op 90-jarige leeftijd in zijn woonplaats Haarlem.